# Municipio de Crooked Creek (condado de Cumberland)
El municipio de Crooked Creek (en inglés: Crooked Creek Township) es un municipio ubicado en el condado de Cumberland en el estado estadounidense de Illinois. En el año 2010 tenía una población de 422 habitantes y una densidad poblacional de 4,77 personas por km².

## Geografía
El municipio de Crooked Creek se encuentra ubicado en las coordenadas 39°13′27″N 88°3′15″O / 39.22417, -88.05417. Según la Oficina del Censo de los Estados Unidos, el municipio tiene una superficie total de 88.49 km², de la cual 88,49 km² corresponden a tierra firme y (0 %) 0 km² es agua.

## Demografía
Según el censo de 2010, había 422 personas residiendo en el municipio de Crooked Creek. La densidad de población era de 4,77 hab./km². De los 422 habitantes, el municipio de Crooked Creek estaba compuesto por el 97,63 % blancos, el 0,47 % eran amerindios, el 0,24 % eran asiáticos, el 0,47 % eran de otras razas y el 1,18 % eran de una mezcla de razas. Del total de la población el 1,18 % eran hispanos o latinos de cualquier raza.